# Hostos
Hostos är en ort i Dominikanska republiken.   Den ligger i provinsen Duarte, i den centrala delen av landet, 80 km norr om huvudstaden Santo Domingo. Hostos ligger 48 meter över havet och antalet invånare är 1 813.
Terrängen runt Hostos är platt åt sydväst, men åt nordost är den kuperad. Runt Hostos är det ganska tätbefolkat, med 192 invånare per kvadratkilometer. Närmaste större samhälle är La Mata, 17,8 km sydväst om Hostos. Omgivningarna runt Hostos är en mosaik av jordbruksmark och naturlig växtlighet.